# 복선 (문학)
복선(伏線)은 문학에서 앞으로 전개될 사건을 미리 짐작하게 하는 것이다. 어떤 사건이 우발적으로 일어난 것이 아니라는 인상을 주기 위해 미리 그 사건의 가능성을 암시해 두는 것이다.

## 복선의 역할
우연은 원인을 밝히지 않고 결과만을 제시했을 때 생긴다. 그러나 원인을 제시한 직후 결과까지 제시하면, 독자는 흥미를 잃게 된다. 따라서, 결과를 생각할 수 없을 만큼 거리를 두고 원인을 먼저 서술한 다음 독자들이 원인을 잊어버렸을 때쯤 결과를 제시하여 필연적이라는 느낌을 갖도록 만든다. 그러므로 복선 없이 일어나는 사건은 독자를 당황하게 하며, 이야기를 부자연스럽게 만든다.